# Microrégion de Gurupi (Tocantins)
Pour les articles homonymes, voir Microrégion de Gurupi.
La microrégion de Gurupi est l'une des cinq microrégions qui subdivisent l'ouest de l'État du Tocantins au Brésil.
Elle comporte 14 municipalités qui regroupaient 139 542 habitants en 2012 pour une superficie totale de 27 445 km².

## Municipalités[1]
- Aliança do Tocantins
- Alvorada
- Brejinho de Nazaré
- Cariri do Tocantins
- Crixás do Tocantins
- Figueirópolis
- Gurupi
- Jaú do Tocantins
- Palmeirópolis
- Peixe
- Santa Rita do Tocantins
- São Salvador do Tocantins
- Sucupira
- Talismã